# Zeven Gaven
Met de Zeven Gaven worden in de Rooms-Katholieke Kerk de Zeven Gaven van de Heilige Geest aangeduid. Deze zijn:
1. wijsheid
2. verstand
3. raad
4. sterkte
5. wetenschap
6. godsvrucht
7. vreze des Heren

De reeks van zeven gaven is gebaseerd op Jesaja 11:2-3: "De geest van de HEER zal op hem (= de telg uit de nageslacht van Isaï / Jesse) rusten: een geest van wijsheid en inzicht, een geest van kracht en verstandig beleid, een geest van kennis en eerbied voor de HEER. Hij ademt eerbied voor de HEER." 

## Trivia
De Zeven Gaven zijn in de HH. Laurentius- en Elisabethkathedraal in Rotterdam door de kunstschilder Jan Meily met gouden letters op de muur geschreven.